# Liste de ponts du Tarn
Liste de ponts du Tarn, non exhaustive, représentant les édifices présents et/ou historiques dans le département du Tarn, en France.

## Ponts de longueur supérieure à 100 m

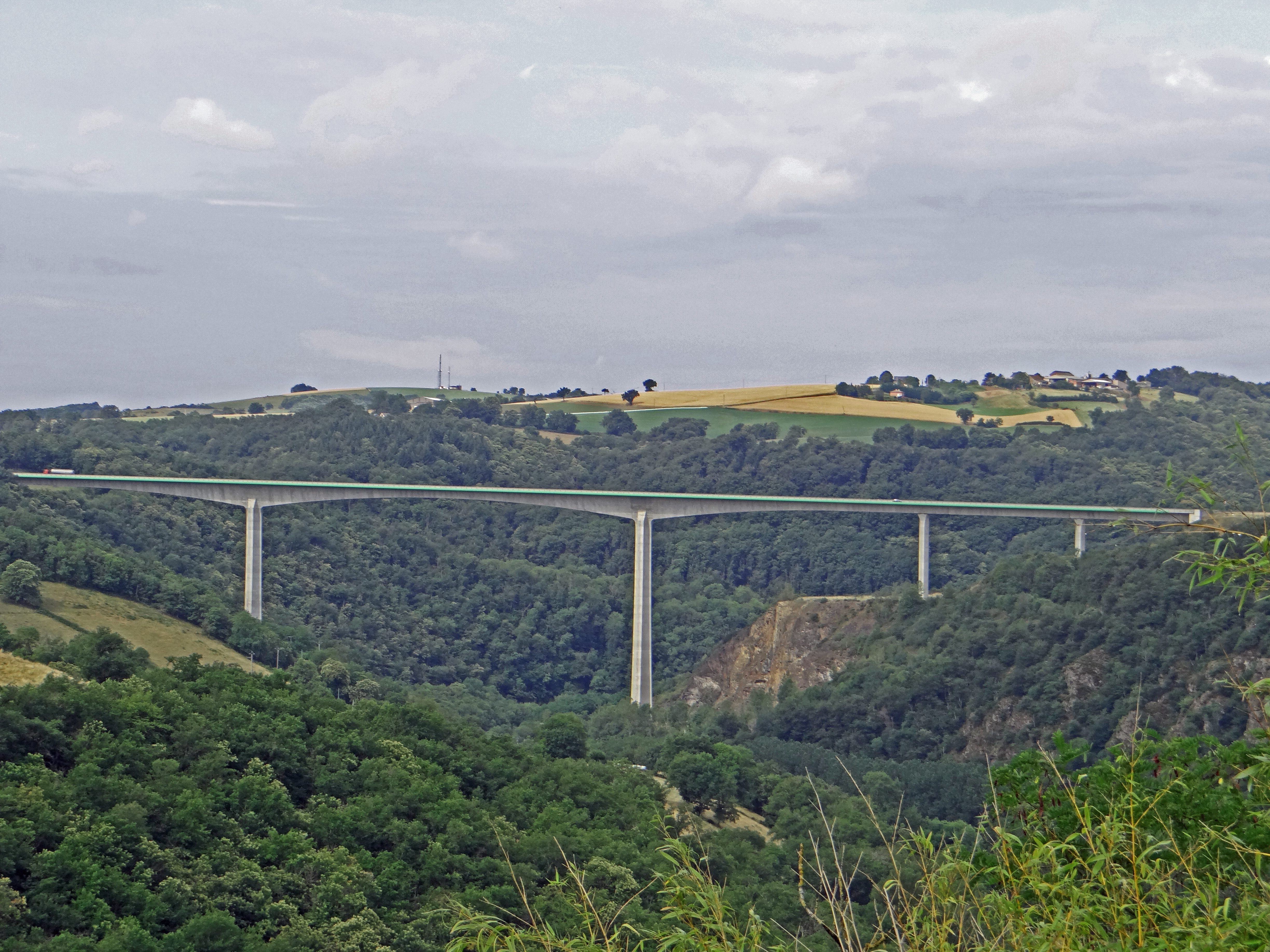
Le viaduc du Viaur à Tanus.

Les ouvrages de longueur totale supérieure à 100 m du département du Tarn sont classés ci-après par gestionnaires de voies.

### Routes nationales
- Le Viaduc routier du Viaur (573 m) portant la RN 88

### Routes départementales
- Le Pont Saint Roch de Lavaur sur la D27, 116 m (Agout)

### En milieu urbain
- Pont Vieux (Albi), 150 m
- Pont suspendu de Saint-Sulpice, 120 m sur l'Agout.
- Pont de Rabastens entre Rabastens et Coufouleux
- Pont Saint-Michel de Gaillac

### Chemin de fer
- Viaduc du Viaur
- Viaduc ferroviaire d'Albi (Tarn)
- Viaduc de Lavaur (Agout)

## Ponts de longueur comprise entre 50 m et 100 m
Les ouvrages de longueur totale comprise entre 50 et 100 m du département du Tarn sont classés ci-après par gestionnaires de voies.

### Routes départementales
- Pont vieux (Brassac), D622 (Agout)

### Chemin de fer
- Pont Antoinette à Sémalens sur (Agout) créé par Paul Séjourné et mis en service en 1884.
- Viaduc de Salles sur l'Agoût, rénovation en projet pour le chemin de fer touristique du Tarn.

## Ponts présentant un intérêt architectural ou historique
- Ponts ferroviaires en maçonnerie de Paul Séjourné (1851-1939) : 
  - Viaduc de Lavaur et pont Antoinette (à Sémalens), sur l'Agout.
- Ponts du Tarn inscrits au titre des monuments historiques :
  - Pont Vieux sur le Tarn - Albi - XIe siècle
  - Pont vieux sur l'Agout - Brassac - XIIe siècle ; XIIIe siècle
  - Pont Vieux sur le Dadou - Graulhet - XIIIe siècle
  - Pont de Lavaur sur l'Agout - Lavaur
  - Pont de Laval (ancien) sur la Vère - Puycelsi - XIVe siècle ; XVe siècle
  - Viaduc du Viaur - Tanus - XIXe siècle ; XXe siècle
  - Pont des Ânes, à Vindrac-Alayrac - XIVe siècle

## Sources
- Base de données Mérimée du Ministère de la Culture et de la Communication.